# 木村直雄樹
木村 直雄樹（きむら なおゆき、1976年6月28日 - ）は神奈川県出身の元俳優。元劇団東俳所属。1998年、俳優業を引退。

## テレビドラマ
- 信長 KING OF ZIPANGU（1992年、NHK）伊東マンショ 役
- アリよさらば（1994年、TBS）尾形一郎 役
- 八代将軍吉宗（1995年、NHK）徳川頼職 役
- はぐれ刑事純情派第8シリーズ（1995年、テレビ朝日）